# متحف كرولر مولر
متحف كرولر مولر هو متحف فني يقع في هولندا، أفتتح المتحف في 1938 ويضم ثاني أكبر مجموعة لوحات للرسام فينسنت فان خوخ بعد متحف فان خوخ.